# Nokia 2125i
Il Nokia 2125i è un telefono cellulare prodotto dall'azienda finlandese Nokia e destinato al mercato canadese e a quello degli Stati Uniti

## Caratteristiche
- Dimensioni: 102 x 42 x 22 mm
- Massa: 85  g
- Risoluzione display: 96 x 65 pixel a 65.000 colori
- Durata batteria in conversazione: 3 ore e 20 minuti
- Durata batteria in standby: 192 ore (8 giorni)